# Tenuidactylus
Genre
Tenuidactylus est un genre de gecko de la famille des Gekkonidae.

## Répartition
Les espèces de ce genre se rencontrent au Moyen-Orient, au Caucase, en Asie centrale, en Asie du Sud et en Asie de l'Est.

## Liste des espèces
Selon The Reptile Database (10 décembre 2013) :
- Tenuidactylus bogdanovi Nazarov & Poyarkov, 2013
- Tenuidactylus caspius (Eichwald, 1831)
- Tenuidactylus dadunensis Shi & Zhao, 2011
- Tenuidactylus elongatus (Blanford, 1875)
- Tenuidactylus fedtschenkoi (Strauch, 1887)
- Tenuidactylus longipes (Nikolsky, 1896)
- Tenuidactylus turcmenicus (Szczerbak, 1978)
- Tenuidactylus voraginosus (Leviton & Anderson, 1984)

## Publication originale
- Szczerbak & Golubev, 1984  : O rodowojprinadleshnosti i wnutrirodowoj strukture paleark-titscheskich goloralyx gekkonow (Reptilia, Gekkonidae, Tenuidactylus gen. n.). (On the generic assignment of the Palearctic Cyrtodactylus lizard species.) Vestnik Zoologii, vol. 1984, no 2, p. 50-56.